# Ciudad Darío
Ciudad Darío é um município da Nicarágua, situado no departamento de Matagalpa. Tem 735 km² de área e sua população em 2020 foi estimada em 46.695 habitantes.